# Отиња
Отиња је мала река у источном делу Северне Македоније, која протиче кроз град Штип и дели га на два дела.
Река извире код места Чепровка, и након свог кратког тока улива се у реку Брегалницу као њена лева притока. Учће се налазимало даље од Штипа код места Исар (Ново Село).
Отиња лети често пресуши и њено широко корито кроз град Штип личи на зелену ливаду, јер се њене воде узводно користе за наводњавање. Последња 3 км река тече кроз Штип уређеним широким коритом (озидано каменом), преко којег је подигнуто шест мостова, од којих је најстарији средњовековни Камени мост (Камен Мост).
Река у пролеће због обимних киша има много воде, када је зна излити из корита и поплавити околину. Управо због тога се сада реализује давнашња идеја и да се узводно на Отињи изгради брана, како би се регулисао њен ток кроз Штип. Улагања у завршетак овог и других пројеката у Штипу сносила би Холандија, што је договорено крајем 2008..